# Nová Ves (Křižovatka)
Nová Ves (németül Neudorf) Křižovatka településrésze Csehországban a Karlovy Vary-i kerület Chebi járásában. Központi községétől 2,5 km-re délkeletre fekszik. Korábban önálló község volt. A 2001-es népszámlálás szerint 34 lakosa van. Lakóházainak száma 15. Területe 8,85 km², amelynek részét képezi a megszűnt Mostek (németül Bruck) település 1,82 km² területe is. Német lakosságát a második világháború után a csehszlovák hatóságok Németországba toloncolták.

## Fordítás
- Ez a szócikk részben vagy egészben a Nová Ves (Křižovatka) című cseh Wikipédia-szócikk ezen változatának fordításán alapul.  Az eredeti cikk szerkesztőit annak laptörténete sorolja fel. Ez a jelzés csupán a megfogalmazás eredetét és a szerzői jogokat jelzi, nem szolgál a cikkben szereplő információk forrásmegjelöléseként.